# Takács Gábor (játékvezető)
Takács Gábor (született: 1973. december 17., Tapolca) magyar labdarúgó-játékvezető, aki hosszú éveken át működött az NB I-es bajnokságban asszisztens és tartalék játékvezető szerepkörben.

## Pályafutása
Takács Gábor 1994-ben tette le a játékvezetői vizsgát, és 2003-ban mutatkozott be a magyar labdarúgás élvonalában, az NB I-ben. Az elkövetkező évek során rendszeresen foglalkoztatták asszisztensként és tartalék játékvezetőként. Pályafutása során összesen 259 első osztályú mérkőzésen vett részt. Elsősorban oldalvonali (asszisztensi) feladatokat látott el, de többször kapott megbízást tartalék játékvezetőként is, ahol a technikai lebonyolításért, a cserék koordinálásáért, valamint egyéb szervezési feladatokért volt felelős.

## Magánélet
Takács Gábor felesége: Takács Erika. Gyermekei: Ifjabb Takács Gábor, Takács Boglárka és Takács Ákos, az Illés Labdarúgó Akadémia növendéke.
Játékvezetői pályafutását követően sem szakadt el a sportágtól: jelenleg megyei szinten játékvezető-ellenőrként tevékenykedik, valamint férfi és női futsal-mérkőzéseken is vezet. A sport mellett civil munkáját a Generali Biztosítónál végzi Keszthelyen, ahol profi biztosítási tanácsadóként dolgozik.